# Гей, красунчик
Гей, красунчику (англ. Hey Good Lookin') — американський анімаційний комедійно-драматичний мультфільм для дорослих 1982 року, написаний, режисером і продюсером Ральфом Бакші. Сюжет розгортається в Брукліні в 1950-х роках та оповідає про Вінні, лідера банди «Стомпери», його друга Біса Шапіро(Crazy Shapiro) та їхніх подругах Роззі та Єву.  
Перша версія фільму була завершена у 1975 році у форматі анімаційно-ігрового фільму, у якому лише головні герої були анімовані, а решта були зображені живими акторами, але випуск проєкту був відкладений на невизначений термін. Warner Bros. стверджувала, що ця версія фільму була незадовільною; також згадувалося про занепокоєння негативною реакцією на інший мультфільм - Темношкірі (в ориг. Coonskin).
У 1982 році була випущена зовсім інша версія мультфільму; більшість живих сцен було замінено на анімацію, а діалоги були  переписані та відредаговані. Оригінальна версія фільму залишається невипущеною.
Перекладено та озвучено українською мовою Наївним за підтримки команди Togarashi у 2023 році.

## Сюжет
У Брукліні у 1980-х роках повна жінка середнього віку зустрічає таємничого чоловіка у фетровому капелюсі та плащі, який вітає її та показує  залишки чорної шкіряної куртки. Жінка схлипує після побаченого, а чоловік починає розповідати історію.
Спогади переносять глядача  у 1950-ті. Вінні  є лідером банди під назвою «Стомпери». Перебуваючи на старому баскетбольному майданчику, Вінні зустрічається із подругою дитинства на ім’я Роззі, але їхня зустріч раптово переривається  батьком дівчини. Пізніше він  прикує її до ліжка, щоб вона не зустрілася з Вінні. 
Вінні та його друг Біс Шапіро одягаються у свої костюми та проводять вечір, випиваючи, граючи в більярд і оглядаючи все місто. Вони прибувають до бару, де зустрічаються з двома повіями, і лягають спати на пляжі. Прокинувшись,  герої опиняються поруч із групою жінок та їх чоловіків-бандитів. Поки Біс підкрадається до жінок, Вінні знаходить мертве тіло, закопане в пісок. Крики Вінні та жінок насторожують бандитів,і вони починають бити Біса. Але як виявилося згодом у хлопця була зброя, тому кривдників спіткає лихий кінець, а сам Шапіро зберіає своє життя. 
Сам Вінні втікає, опиняючись на темній ділянці пляжу, де він зіштовхується з лідером конкуруючої банди "Капілани" Буґало Джонсом. Буґало викликає на бій Вінні та інших Стомперів. Далі Вінні зустрічається з Роззі і Євою. Вони відправляються на вечірку, де Вінні каже Стомперам, що вони збираються битися з Капіланами, на що банда реагує негативно.Бос жахається від думки про те, що  йому та Бісу доведеться битися з конкурентами самотужки. Але неочікувано відбувається прикристь, один із Стомперів  на ім’я Сел та його дівчина зіткнулися з Буґало на машині. Тоді  Вінні нарешті переконує Стомперів розібратися з Капіланами.
Вінні, Біс, Роззі і Єва відправляються в кафе, щоб перекусити. Їм відразу кидається в око  машина, в якій, як їм здається, знаходиться Буґало. Біс Шапіро сідає за кермо і починає переслідування. В решті решт виявляється, що в машині було всього лише два рядових члена Капіланів. Тим не менш, Шапіро дістає пістолет і вбиває обох. Це викликає у Вінни шок. Він приймає рішення якнайшвидше покинути місто. Решта банди вирішують залишитися, тому Шапіро починає вважати лідером Стомперів вже себе. Роззі, невдоволена боягузництвом Вінні, тому стає дівчиною Біса та усамітнюється з ним на складі причалу. Тим часом детектив Соллі, батько Шапіро, навідує Буґало, намагаючись вивідати у нього, хто міг би вбити тих двох  людей із його банди. Буґало відповідає, що це, очевидно, зробили «Стомпери». Соллі приїздить на причал і починає бити свого сина, поки той не починає говорити. Шапіро обманює батька та  повідомляє, що тих двох вбив Вінні. У цей час Вінні збирає свої речі та залишає квартиру. На вулиці він випадково зустрічає свою банду, яка чекає на Капіланів. Через деякий час з'являється  і банда конкурентів. Бійка не починається, оскільки на місце  прибуває детектив Соллі, щоб заарештувати Вінні. Але на даху сусіднього будинку Біс починає хаотично стріляти по вулиці, змушуючи обидві банди відкрити вогонь одна в одну. Вінні намагається втекти, але в нього стріляє детектив. Головний герой падає і прикидається мертвим. У Шапіро починаються галюцінації і він стрибає з даху, впавши на батька, тим самим вбивши обох. Коли Роззі дзвонить на радіостанцію, щоб зробити музикальний замовлення на честь Вінні, хлопець встає та йде геть. Граючи в більярд і напиваючись у старому районі наодинці, як він колись робив із Бісом.
Коли таємничий чоловік закінчує свою історію в барі на Лонг-Айленді, він стверджує, що пішов, бо був розбитий  через смерть Біса. Жінка знає, що він бреше. Вона розповідає, що вона — Роззі, а чоловік — Вінні, який повернувся через 30 років. Роз сердито дорікає йому за те, що він покинув її та банду, щоб врятувати власну шкіру. Роззі каже йому, що її чоловік незабаром прийде шукати її, і йому неприємно бачити, як вона п'є з іншим. Вона дає Вінні другий шанс, якщо він буде боротися за неї, як вона цього хотіла раніше, проте вона блефує. Спочатку Вінні уявляє, що він знову йде від неї, але потім обіймає Роззі, кажучи їй: «Гей, крихітко, як справи? Я чекав на тебе». Вона обіймає його, і вони знову разом.